# Faraones en la Biblia
La Biblia menciona a varios faraones (פַּרְעֹה, /paʁˈʕo/) de Egipto. En ella se incluye faraones sin nombre en los relatos bíblicos del asentamiento israelita en Egipto, la posterior opresión de los israelitas y el período del Éxodo. También se incluye a varios gobernantes posteriores, algunos de los cuales se pueden identificar con importantes faraones.

## En elGénesis

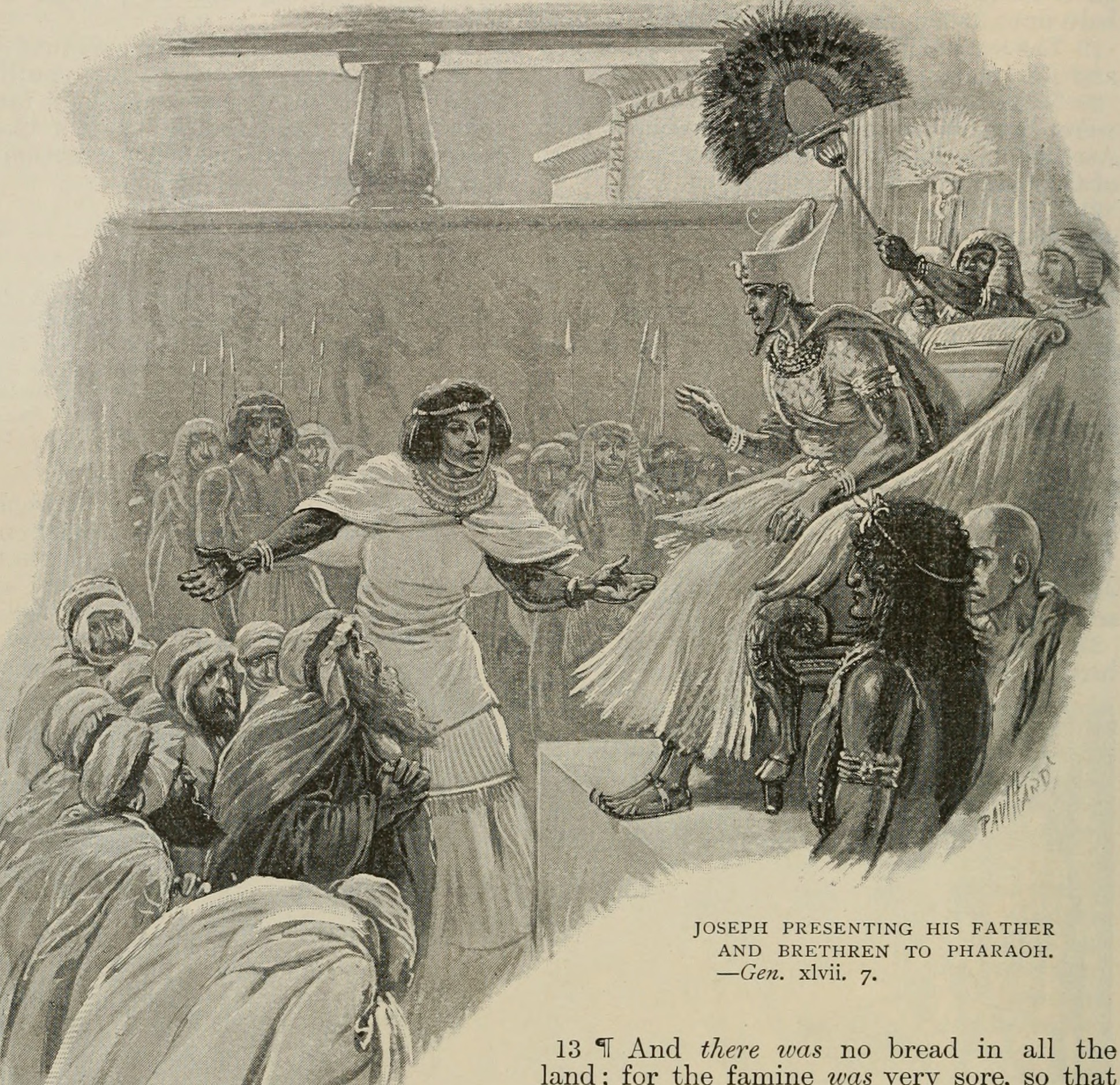
José presentando a su padre y hermanos al Faraón. (1896)

### Faraón de Abraham
Los pasajes del Génesis capítulo 12, 10-20 narran cómo Abraham se traslada a Egipto para escapar de un período de hambruna en Canaán. El desconocido faraón, mediante sus príncipes, oye de la belleza de la esposa de Abraham, Sara, y la convoca para encontrarse con él. Gracias a ella, Abraham asciende a favor del faraón y adquiere ganado y siervos. Después de descubrir la verdadera relación de Sara con Abraham (como resultado de la aparición de Yahvé en su sueño), el faraón elige no tomarla como su propia mujer. Libera a Sara y a Abraham y les ordena tomar sus bienes y abandonar Egipto. En el libro de Jasser (Libro. II, Cap. XIV versos 27 al 33) menciona que el faraón reinaba en tiempos de Osiris e Isis y que se llamaba Ricayon, que está asociado directamente a la figura de Horus.

### Faraón de José
Los últimos capítulos del Génesis (Génesis 37-50) cuentan cómo José, hijo de Jacob/Israel, fue vendido por sus hermanos a la esclavitud egipcia, pero es ascendido a visir de Egipto por el desconocido faraón y se le da permiso para traer a su padre, sus hermanos y sus familias a Egipto para vivir en la Tierra de Gosén (Delta del Nilo oriental, alrededor del actual Faqus). José fue investido de la figura de Chaty que era el cargo más importante después del faraón, y en la historia de Egipto el primer monarca en tener un Chaty o Visir (primer ministro) fue el faraón Narmer.
Sesostris II es el faraón asociado a los tiempos de José (patriarca) más conocido como José el soñador, pues durante su época se cree se cavó el canal de Bahr Yussef un canal artificial que creó el Oasis de Al-Fayum.

### Faraón que no conoció a José
En el Éxodo, los israelitas, descendientes de los hijos de Jacob, viven en la tierra de Gosén, bajo un nuevo faraón. Este faraón ha olvidado todas las ayudas de José y busca oprimir a los hebreos, obligándolos a trabajar largas horas sin descanso y matando a sus hijos para reducir sus números. Moisés, un levita, fue salvado por la hija del faraón y criado en la casa del faraón. Durante toda su vida, Moisés es consciente de su estado como israelita. Algunos eruditos lo identifican con Amosis I, quien subyugó a los pueblos semitas en Egipto tras derrocar a los hicsos.

## En elÉxodo

### Faraón del Éxodo
Cuarenta años después de que Moisés huyera a Madián, regresa a enfrentar a un nuevo faraón. De hecho este es el faraón más importante de la Biblia y el más polémico, pues hasta el día de hoy los eruditos no se han puesto de acuerdo con respecto a su identidad. Entre las posibles sugerencias para un equivalente histórico del faraón del Éxodo se incluyen:
- Dedumose II (murió c. 1690 a. C.): En su libro A Test of Time (Una prueba de tiempo), David Rohl propuso una revisión de la historia egipcia acortando casi 300 años del Tercer período intermedio de Egipto. Como resultado, los sincronismos con la narrativa bíblica cambian, por lo que el rey Dedumose II del Segundo período intermedio es el faraón del Éxodo.[2] La teoría de Rohl no ha encontrado apoyo entre los eruditos en su campo.[3]
- Amosis I (1550 - 1525 a. C.): la mayoría de los escritores antiguos como Flavio Josefo en su libro Contra Apión consideraban a Amosis I como el faraón del Éxodo.[4]
- Tutmosis II (1479 - 1425 a. C.) En 1875 el Dr. Alfred Edersheim (catedrático de la universidad de Oxford) su libro ''Historia Bíblica'', lo propuso como el antagonista del éxodo bíblico.[5]
- Akenatón (1353 - 1349 a. C.): En su libro Moisés y la religión monoteísta, Sigmund Freud argumentó que Moisés había sido un sacerdote atonista, obligado a abandonar Egipto con sus seguidores después de la muerte de Akenatón (Amenofis IV).[6]
- Ramsés II (1279 - 1213 a. C.): Es la figura del faraón más comúnmente imaginada en la cultura popular (generalmente a través de la película de 1956 Los diez mandamientos), considerado uno de los gobernantes más importantes durante el apogeo del Imperio Nuevo.[7] Aunque la estela de finales del siglo XIII a. C. de Ramsés II en Beit She'an, Cisjordania, no menciona la construcción de Pi-Ramsés ni a los israelitas, como algunos han escrito, los israelitas o habirus,[8] H.W.F. Saggs observa en sus escritos académicos que:

La mención de la ciudad de Ramesés en Éxodo 1:11 en tanto que localidad de almacenaje, construida en parte por los esclavos israelitas, ofrece de hecho un indicio cronológico, dado que [hoy] es sabido que Ramsés II construyó una ciudad, Per-Ramsés [i.e., Pi-Ramsés], la cual se corresponde con el nombre proporcionado por la Biblia. Ello tiende a posicionar la esclavitud [de los hebreos] en Egipto y su salida de ese país en el siglo XIII a.C. Es en ese mismo siglo que ocurre la primera mención extra-bíblica de Israel. Se trata de una inscripción del sucesor de Ramsés [II], Merenptah.

 Por otra parte, algunos creen que el histórico Pitón (Pi-Atum) se habría construido en el siglo VII a. C., durante el periodo Saíta, aunque otros eruditos defienden que la ciudad ya existía desde siglos antes y que fue fortificada bajo Ramsés II.
- Merenptah (1213 - 1203 a. C.): Isaac Asimov en su Guía Asimov para la Biblia argumenta a favor de que Merenptah fuera el faraón del Éxodo.[11]
- Sethnajt (1189 - 1186 a. C.): Igor P. Lipovsky sostiene que Sethnajt fuese el Faraón del Éxodo.[12]

### Ramsés II como faraón del Éxodo (1279a.C.-1213a.C.)
Ramsés II es considerado el candidato más popular y probable para ser el faraón del Éxodo. Esta teoría ha sido sostenida por eruditos confesionales, como Kenneth Kitchen, y en términos generales, también aquellos que consideran el relato bíblico como mitológico optan por datar el hipotético Éxodo durante el reinado de este soberano egipcio. Algunos de los fundamentos para respaldar esta teoría son los siguientes:
• La Biblia menciona a la ciudad de Pi-Ramsés.
• En una estela resultado de una campaña militar en Canaán de su sucesor, Merneptah menciona a una victoria contra Israel como pueblo. Por lo cual Israel como pueblo en Canaán ya existía al menos en 1208 a. C. Sabemos por múltiples evidencias, como las cartas de Amarna, que Canaán estuvo mayormente bajo dominio egipcio durante mucho tiempo en la edad de bronce tardío, por eso, un Éxodo como el bíblico únicamente sería plausible rozando el colapso de la edad de bronce pero sin entrar en la edad de hierro.
• El nombramiento de algunas tecnologías en la Torá, como que se nombre el hierro o el uso de 600 carros de guerra al momento de que los egipcios persiguen a los israelitas, encajan mejor en una fecha en el siglo XIII a. C. que en el XVI o XV a. C.
• El Rabino Joshua Berman ha sugerido que la canción del mar de Éxodo capítulo 15 es una apropiación del Poema de Pentaur de la Batalla de Qadesh de Ramses II.  Además, Berman y otros estudiosos han señalado otros paralelismos en las mismas inscripciones de Kadesh, como que Ramsés II sea descrito con frecuencia utilizando su «brazo poderoso» o «mano fuerte». Esta descripción es igualmente usada con el propio Dios muchas veces en la Torá, casi siempre teniendo que ver con la salida de Egipto y con el faraón. Según Berman, todos estos paralelismos tienen una intención satírica y burlona deliberada como parte de una batalla ideológica con Ramsés II.

#### Objeciones a Ramses II como el faraón de Éxodo.
Se suele objetar contra esta teoría con el pasaje de 1 Reyes 6:1, que dice que desde la salida desde Egipto hasta la construcción del templo de Salomón pasaron 480 años, teniendo en cuenta que Salomón comenzó a ser rey en 970 a. C. o en 1037 a. C. como afirman algunos tradicionalistas. Si el cuarto año de su reinado se comenzó a construir el templo, eso dataría la fecha del éxodo israelita en 1446 a. C. o en 1513 a. C. Esto haría prácticamente imposible que haya sido Ramsés II el faraón del Éxodo. Sin embargo, muchos también han objetado contra esta afirmación, afirmando que este número podría ser más bien simbólico, pues el 480 no es más que el 40 multiplicado por 12. En La Biblia, el número 40 suele ser simbólico para representar juicio o prueba y no necesariamente tiene siempre un propósito cronológico exacto siempre. Otra objeción que se suele presentar es que, según La Biblia, el faraón habría muerto ahogado, cuando históricamente sabemos que Ramsés II habría muerto por problemas dentales, además de haber estado plagado de artritis y endurecimiento de las arterias. sin embargo, en el hebreo original en Éxodo capítulos 14-15 o el Salmo 136 las escrituras nunca afirman explícitamente que el faraón haya muerto ahogado, únicamente expresan su derrota. 
Se ha planteado una tercera objeción: En éxodo 1:11 el primer faraón obliga a los israelitas son obligados a construir las ciudades de Pitom (Pi-Atum) y Pi-Ramsés, más tarde, dicho faraón muere. En teoría el primer faraón debería haber sido Ramses II, ya que él nombró esa ciudad y el siguiente debería ser su sucesor Merneptah. Según la opinión del egiptólogo y estudioso bíblico David A Falk, una solución a este problema sería que la mención a la ciudad de Pi-Ramsés en éxodo 1 es un anacronismo lingüístico o una retroyección puesta a propósito por el autor para que los lectores de su tiempo identificaran a que ubicación se refería, pero que en realidad los israelitas restablecieron la ciudad de Avaris en Éxodo 1 al mando de Amosis I, quien esclavizó a grupos semitas (véase la biografía de Amosis, hijo de Abana). Falk también sugierió en internet que hay una especie de «amalgama» en donde en Éxodo capítulo 1 son representados con el mismo texto a dos faraones en dos periodos distintos, el primero siendo el que comienza esclavizando a los israelitas, siendo Amosis I, pero que a la vez el texto representa también al rey Horemheb y que este habría sido el faraón encargado de ordenar el infanticidio israelita. No obstante, estas interpretaciones exegéticas no son unánimes en la erudición y el consenso académico cuestiona la historicidad del relato del Éxodo.

## Faraones en los libros de las Crónicas y de los Reyes

### Faraón (suegro de Salomón)
En 1 Reyes 3-1, se narra que para sellar una alianza, el faraón de Egipto dio una hija en matrimonio a Salomón. El mismo gobernante capturó más tarde la ciudad de Gézer y también se la dio a Salomón (1 Reyes 9-16). No se le da nombre al faraón, por lo que se han propuesto algunas hipótesis:
- Siamón (c. 986 - 967 a. C.): es el candidato más comúnmente propuesto para este puesto.[20][21][22]
- Psusenes II (c. 967 - 943 a. C.): la Enciclopedia Católica de 1909 lo ve como el mejor candidato.[23]
- Sheshonq I (943 - 922 a. C.): Edward Lipiński fechó la destrucción de Gézer a finales del siglo X y no antes, y sugirió que su conquistador era Sheshonq I de la dinastía XXII.[24] William G. Dever, sin embargo, señala que las excavaciones en Gézer indican que la ciudad había sido refortificada bajo Salomón, y que ello fue lo que destruyó Shoshenq.[21]

## Faraones históricos

### Faraón Sisac (en tiempos de Rohoboam)
Sicac es el nombre hebraico del faraón mencionado en 1 Re. 11-40 y 2 Cr. 12-2, y a quien los eruditos identifican con Sheshonq I (943 -922 a. C.). La Biblia afirma que saqueó Jerusalén y el Templo de Salomón. en tiempos de Roboam. El historiador Manetón en su obra Historia de Egipto "Aegyptiaca" lo llama Sesoncosis. 

### Faraón So (en tiempos de Oseas)

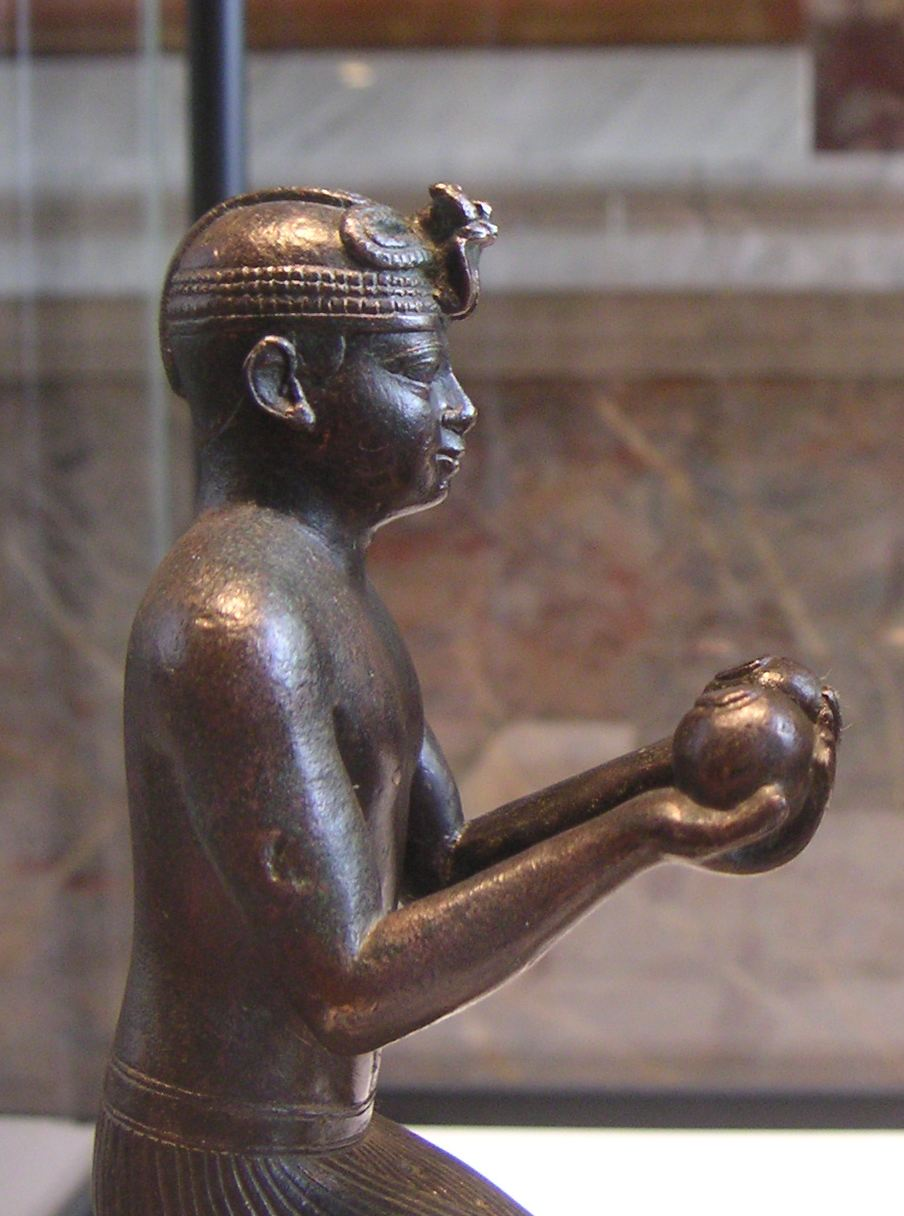
Taharqo haciendo ofrenda aldios halcón Hemen (primer plano)

Osorkon IV (730-715 a. C.), faraón que gobernó desde Tanis, aunque es posible que el escritor bíblico haya confundido al rey con su ciudad y equiparado So con Sais, en ese momento gobernado por Tafnajt. 2 Reyes 17-4 dice que el rey Oseas envió cartas a «So el rey de Egipto». No se conoce a ningún faraón con este nombre en el periodo de Oseas (c. 730-719 a. C.), aunque probablemente se trate de una abreviación del nombre de (O)so(rkón). Durante este período Egipto tenía tres dinastías gobernando simultáneamente: La dinastía XXII en Tanis, XXIII en Leontópolis, y XXIV en Sais. No obstante, la mayoría de eruditos está de acuerdo en que el So bíblico se trata de Orsokon IV.

### Faraón Tirhaka
Taharqo es identificado por los eruditos con Tirhaka, rey de Kush, mencionado en 2 Reyes 19-9 e Isaías 37-9, y quien según la Biblia libró una guerra contra Senaquerib, durante el reinado de Ezequías rey de Judá. Se cree que los acontecimientos en el relato bíblico tuvieron lugar en el año 711 a. C., cuando el faraón Taharqo todavía no había ascendido al trono. Se ha propuesto otra explicación al respecto: que el título de rey en el texto bíblico se refiere a su futuro título real y que en el momento del relato él era probablemente solo un comandante militar.

### Faraón Necao
Necao II es probablemente el faraón homónimo que se menciona en la Biblia como el faraón que mató al rey Josías de Judá (2 Re. 23:29-35, 2 Cr. 35:20-22); su nombre también aparece en Jer. 46:2.

### Faraón Hofra
Apries (585-560 a. C.), al que Manetón llama Uafris, es mencionado en el libro de Jeremías 44:30, con la forma hebraizada «Hofra rey de Egipto», ya que él reinó en el tiempo que fue destruido el Templo de Jerusalén (586 a. C.) cuando los judíos fueron esparcidos e intentaron refugiarse en Egipto.